# Vall d'Atatfas
La Vall d'Atatfas és una zona de boscos de roures i sureres de la governació de Jendouba, delegació de Tabarka. La zona ha patit als darrers anys una forta degradació i s'està intentant la seva recuperació. Ha estat declarada àrea natural sensible..